# Jean-Michel Bayle

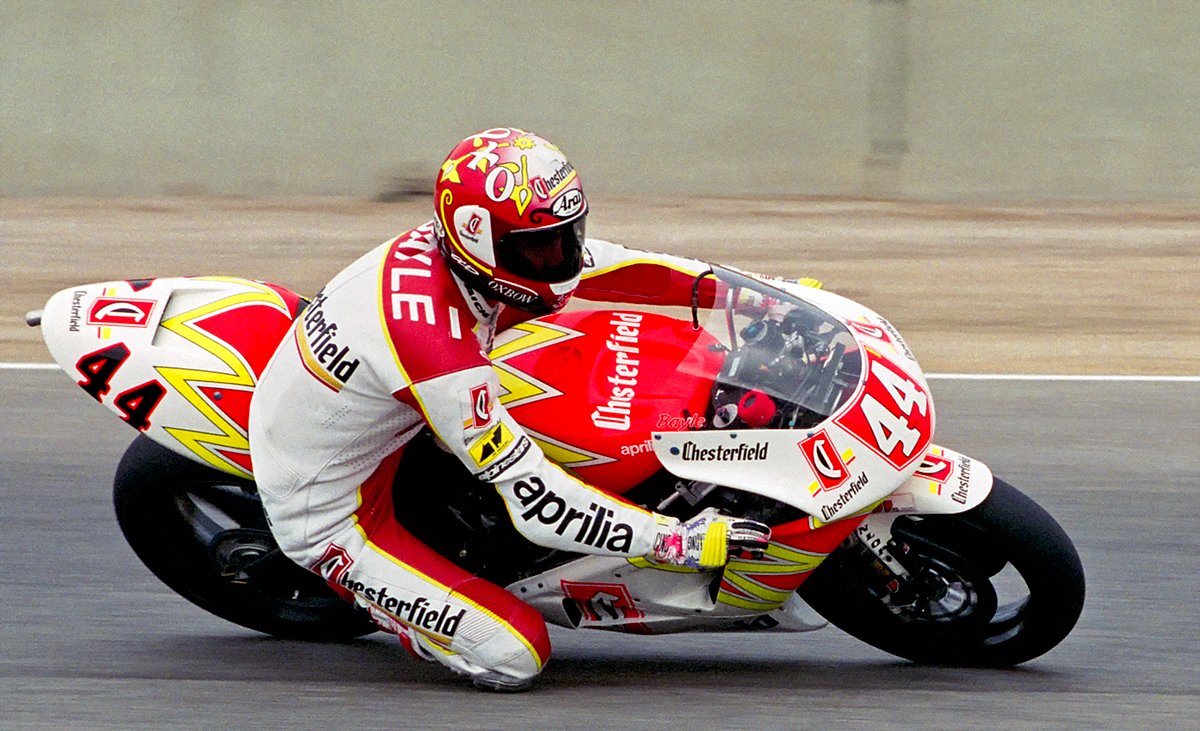
Jean-Michel Bayle beim Großen Preis der USA 1993 auf Aprilia

Jean-Michel Bayle (* 1. April 1969 in Manosque, Alpes-de-Haute-Provence) ist ein französischer Motorradrennfahrer.

## Karriere
Er begann seine Karriere mit ersten Rennen im Jahr 1981 auf Motocross Maschinen. Innerhalb weniger Jahre gewann er einige der größten Titel in dieser Sportart, darunter zwei Weltmeisterschaften, sowie die viel beachtete US Motocross-Serie der AMA in den beiden großen Klassen innerhalb eines Jahres.
Auf der Suche nach neuen Herausforderungen wechselte er dann von 1993 bis 1999 in die Motorrad-Straßen-WM, wo er zunächst drei Jahre in der 250-cm³-Klasse für Aprilia und dann in der 500-cm³-Weltmeisterschaft für Yamaha und für Kenny Roberts sr.' Team Modenas fuhr. Seine größten Erfolge waren zwei Pole-Positions und der neunte WM-Platz 1996.
In den Jahren 2002 und 2003 gewann er jeweils zwei der wichtigsten Langstreckenrennen für Motorräder, den Bol d’Or und die 24 Stunden von Le Mans.
Im Jahr 2006 trat Bayle in der französischen Tourenwagen-Serie Touring Cup auf Opel an. Auch hier, nun auf vier Rädern, konnte er Pole-Positions und Siege einfahren und holte in seiner ersten Saison den Titel.
2007 holte Bayle bei der Rallye der Haute Provence, einem Lauf zur französischen Coupe-de-France-Meisterschaft, in einem Mitsubishi Lancer Evo 6 seinen ersten Sieg bei einer Rallye in der Gruppe-N-Wertung der seriennahen Fahrzeuge. Im Gesamtklassement belegte er Rang 5.

## Statistik

### Erfolge
- 1985 französischer Motocross-Juniorchampion
- 1987 3. der Motocross-WM in der 125-cm³-Klasse
- 1988 Motocross Weltmeister in der 125-cm³-Klasse auf Honda
- 1989 Motocross Weltmeister in der 250-cm³-Klasse auf Honda
- 1991 1. der US Supercross-Serie, 1. US Motocross-Serie in den Klassen 250 cm³ und 500 cm³
- 1990 und 1991 Sieger des Supercross-Event in Paris-Bercy
- 2002 und 2003 Sieger des Bol d’Or und der 24 Stunden von Le Mans für Motorräder
- 2006 Meister des Touring Cup auf Opel

### Ehrungen
- Aufnahme in die Motorcycle Hall of Fame[1]

### In der Motorrad-Weltmeisterschaft
| Jahr | Klasse  | WM  | Punkte | Team    |
| ---- | ------- | --- | ------ | ------- |
| 1993 | 250 cm³ | 22. | 16     | Aprilia |
| 1994 | 250 cm³ | 8.  | 105    | Aprilia |
| 1995 | 250 cm³ | 15. | 37     | Aprilia |
| 1996 | 500 cm³ | 9.  | 110    | Yamaha  |

| Jahr | Klasse  | WM  | Punkte | Team    |
| ---- | ------- | --- | ------ | ------- |
| 1997 | 500 cm³ | 18. | 31     | Modenas |
| 1998 | 500 cm³ | 16. | 28     | Yamaha  |
| 1999 | 500 cm³ | 28. | 4      | Modenas |
| 2002 | MotoGP  | 24. | 5      | Yamaha  |